# Cantó de Marquion
El cantó de Marquion és un cantó francès del departament del Pas de Calais, situat al districte d'Arràs. Té 17 municipis i el cap és Marquion.

## Municipis
- Baralle
- Bourlon
- Buissy
- Écourt-Saint-Quentin
- Épinoy
- Graincourt-lès-Havrincourt
- Inchy-en-Artois
- Lagnicourt-Marcel
- Marquion
- Oisy-le-Verger
- Palluel
- Pronville
- Quéant
- Rumaucourt
- Sains-lès-Marquion
- Sauchy-Cauchy
- Sauchy-Lestrée

## Història
| Data d'elecció                           | Identitat      | Partit        | Qualitat |
| ---------------------------------------- | -------------- | ------------- | -------- |
| 1945-1951                                | M. Véret       | SFIO          |          |
| 1951-1976                                | Bénoni Chopin  | Divers gauche |          |
| 1976-2001                                | Michel Chopin  | PS            |          |
| 2001-                                    | Julien Olivier | PS            |          |
| les dades anteriors no són pas conegudes |                |               |          |
|                                          |                |               |          |

## Demografia
| A partir de 1990: Població sense dobles comptes |